# Бочваров, Илия
Илия Бочваров (болг. Илия Бъчваров, родился 10 октября 1943 года) — болгарский хоккеист, игравший на позиции левого нападающего. Выступал за софийский ЦСКА, неоднократный чемпион страны. В составе сборной Болгарии — участник Зимних Олимпийских игр 1976 года и капитан сборной, провёл 5 матчей группового этапа и один квалификационный матч на Олимпиаде (все их Болгария проиграла). Забросил 4 шайбы, дважды оформив дубли в играх против Югославии (5:8) и Японии (5:7), а также отдал голевую передачу на Кирила Герасимова в игре против Румынии (4:9). Также заработал 14 штрафных минут. Участник чемпионатов мира в группе C в 1963, 1967, 1969, 1971, 1972, 1973, 1974 и 1975 годах.
Старший брат хоккеиста Марина Бочварова, нападающего, также игравшего на Олимпиаде 1976 года.